# 長尾強司
長尾 強司（ながお きょうじ、1983年〈昭和58年〉7月7日 - ）は、日本の元プロバスケットボール選手。兵庫県淡路市出身。現役時代のポジションはポイントガード。

## 来歴
神戸市立御影工業高等学校、阪南大学を経て、横浜ギガスピリッツに入団。2006年、横浜ギガスピリッツを退団後、高松ファイブアローズの練習生となる。2008年から2009年にかけては高松市の一般クラブチーム（高商OB）に在籍し、国体の香川県選抜チームのメンバーに選ばれた。2009年8月、再び高松ファイブアローズの練習生となり、2009年9月に選手契約を結んだ。2011年1月退団。
2011年3月、同年秋よりJBL2に新規参入する兵庫ストークスのトライアウトに合格し入団。同シーズン限りで引退し。12月23日に洲本市文化体育館で引退セレモニーが行われた。